# Депонування отрут
Депонування отрут — здатність отрути вибірково накопичуватися в окремих органах і тканинах тварин і людини (наприклад, кісткова тканина служить депо для сполук свинцю, жирова тканина — для чотирихлористого вуглецю, щитоподібна залоза — для йоду тощо).

## Ресурси Інтернету
- Фармацевтична енциклопедія [Архівовано 10 березня 2016 у Wayback Machine.]
- Дедю И. И. Экологический энциклопедический словарь. — Кишинев, 1989 [Архівовано 24 жовтня 2016 у Wayback Machine.]
- Словарь ботанических терминов / Под общ. ред. И. А. Дудки. — Киев, Наук. Думка, 1984 [Архівовано 31 жовтня 2016 у Wayback Machine.]
- Англо-русский биологический словарь (online версия) [Архівовано 6 листопада 2016 у Wayback Machine.]
- Англо-русский научный словарь (online версия) [Архівовано 21 жовтня 2016 у Wayback Machine.]